# Golamo Czoczoweni
Golamo Czoczoweni (bułg. Голямо Чочовени) – wieś w Bułgarii, w obwodzie Sliwen, w gminie Sliwen. Według danych szacunkowych Ujednoliconego Systemu Ewidencji Ludności oraz Usług Administracyjnych dla Ludności, 15 czerwca 2020 roku miejscowość liczyła 193 mieszkańców.

## Osoby związane z miejscowością

### Urodzeni
- Asja Emiłowa (1945) – bułgarska polityk